# Bomboko Momo Babungu
 (août 2023).
Si vous disposez d'ouvrages ou d'articles de référence ou si vous connaissez des sites web de qualité traitant du thème abordé ici, merci de compléter l'article en donnant les références utiles à sa vérifiabilité et en les liant à la section « Notes et références ».
Momo Babungu Molimo Mosantu, dit « Champion Mule », né le 12 avril 1983, est un international congolais (RDC) de tennis de table.
Son prénom Momo est la contraction de son nom  Molimo Mosantu (Saint Esprit), nom donné par sa grand-mère très croyante.
Issue d'une famille chrétienne, il fréquente les bonnes écoles de la ville de Kinshasa malgré les revenus modestes de ses parents. Son père Babungu  Mosolo est journaliste au quotidien Salongo et sa mère, Maya Katulansoni Jeanne, est infirmière kinésithérapeute.
Il est  le pongiste congolais le plus titré  et évolue actuellement en France avec le club ASPNTT à Neuilly-sur-Seine tennis de table dont il est le porte étendard.